# Erin Jackson
Erin Jackson (Ocala, 19 de setembre de 1992) és una esportista estatunidenca que competeix en patinatge de velocitat sobre gel. Ha participat en dos Jocs Olímpics d'Hivern, els anys 2018 i 2022, obtenint una medalla d'or a Pequín 2022, a la prova de 500 m.